# Heliothelopsis arbutalis
Heliothelopsis arbutalis là một loài bướm đêm trong họ Crambidae.